# Manno (nome)
Manno  è un nome proprio di persona italiano maschile.

## Varianti
- Maschili: Mannone
  - Alterati: Mannuccio[3], Manetto[1]
- Femminile: Manna[3]

### Varianti in altre lingue
- Germanico: Manno[4][5], Mano[5]
- Latino: Mannus[1]

## Origine e diffusione
È un ipocoristico di altri nomi che terminano in -manno, come Alamanno, Carlomanno, Normanno ed Ermanno; era usato già in epoca medievale, sempre come abbreviativo di nomi germanici contenenti l'elemento man ("uomo"), come quelli già citati; il significato viene interpretato, a volte, come "uomo forte". Per modalità di origine e significato è analogo al nome di origine greca Andrea. 
Il nome è portato da Manno, un personaggio della mitologia germanica che, secondo Tacito, è figlio di Tuisto, la dea madre, e progenitore delle tre tribù germaniche: Ingaevones, Herminones e Istaevones. È maggiormente diffuso in Umbria, dove si venera un beato monaco di questo nome. Va notato che Mendel, un ipocoristico yiddish usato per il nome Menahem, era forse in origine un diminutivo di Manno.

## Onomastico
L'onomastico viene festeggiato il 30 luglio in ricordo del beato Manno (o Mannes) Guzmán, monaco vissuto in Umbria tra il XI e il XII secolo, fratello di san Domenico.

## Persone
- Manno Sbarri, orafo italiano